# キッシ〜ズ
『キッシ〜ズ』は、山田也による日本の漫画作品。
『マーガレット』（集英社）にて連載された。単行本は全16巻、本作の主人公らの子供たちを主人公に据えた番外編『キッシ〜ズ・キッズ』が全1巻。

## あらすじ
女子高校生の果歩は父親の海外赴任を機に家族と離れ日本に残って友人のみよ志とユメとともに共同生活を始める。そんな折、隣の家に学校のアイドル的存在である民人たち5人が引っ越してくる。そこは実際にアイドルグループ「ジャンプ」としてデビューすることになった彼らの寮になっていたのだった。

## 登場人物
錦戸 果歩（にしきど かほ）
16歳。高校1年生。
みよ志（みよし）
果歩の親友で同居人。3人の中ではお色気担当。
ユメ
果歩の親友で同居人。料理上手で夢見がち。実家は銭湯。
飴屋 民人（あめや たみと）
果歩の隣家に越してきたアイドルグループ「ジャンプ」のメンバー。後に果歩と恋人に。
震（しん）
「ジャンプ」のメンバー。果歩のことを好きになる。
次郎（じろう）
「ジャンプ」のメンバー。みよ志と恋人同士になる。
保（たもつ）
「ジャンプ」のメンバー。ユメと恋人に。
咲哉（さくや）
「ジャンプ」のメンバー。
近藤（こんどう）
果歩らの高校の教師。「ジャンプ」の熱狂的なファン。